# Капицци
Капицци (итал. Capizzi) — коммуна в Италии, располагается в регионе Сицилия, подчиняется административному центру Мессина.
Население составляет 3436 человек, плотность населения составляет 50 чел./км². Занимает площадь 69 км². Почтовый индекс — 98031. Телефонный код — 0935.
Покровителями коммуны почитаются святой апостол Иаков Зеведеев, праздник ежегодно празднуется 25 июля и 26 июля, а также святитель Николай Мирликийский, празднование 6 декабря.